# Spedizione orso polare

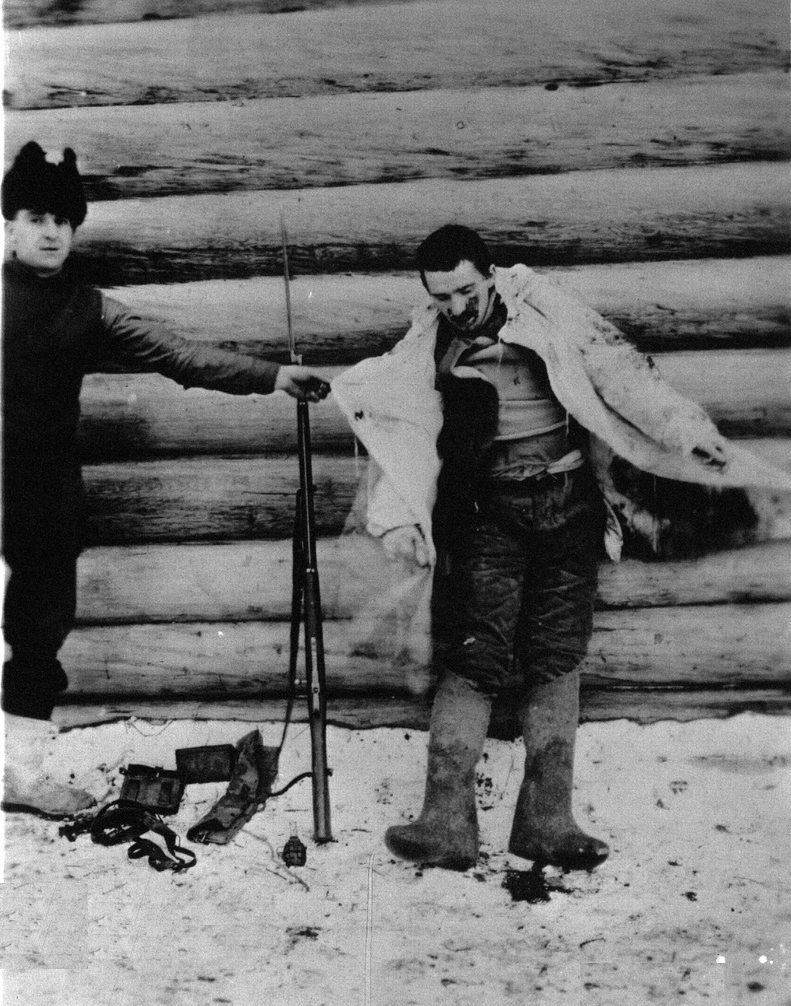
Un bolscevico ucciso da una guardia americana nel 1919 a Visorka Gora

Per Spedizione Orso Polare (conosciuta anche come Spedizione nel Nord della Russia) si intende lo sbarco di circa 5.000 soldati americani ad Arcangelo, in Russia, nel quadro dell'intervento alleato nella rivoluzione russa.
La spedizione venne decisa dal presidente statunitense Woodrow Wilson in risposta alle richieste dei governi di Francia e Gran Bretagna di aderire ai combattimenti contro i bolscevichi.
Lo scopo dell'operazione era di impedire che, a seguito del trattato di Brest-Litovsk i bolscevichi o l'esercito tedesco potessero impadronirsi degli armamenti russi ad Arcangelo e contrastare la diffusione del comunismo.

## Le operazioni militari
Quando le forze britanniche giunsero ad Arcangelo il 2 agosto 1918 scoprirono che i bolscevichi avevano trasferito gli armamenti nei pressi del fiume Dvina. Pertanto, quando le truppe americane arrivarono un mese più tardi, furono immediatamente utilizzati in operazioni offensive per aiutare il salvataggio della Legione Ceca.
I tentativi di coinvolgere la popolazione locale contro i bolscevichi non ebbero successo e, arrivato l'inverno, gli Alleati dovettero contrastare la controffensiva dei comunisti lungo il fiume Vaga.
In queste operazioni il contingente statunitense perse oltre 200 uomini anche a causa del diffondersi della febbre spagnola.

## Il ritiro
A seguito della firma dell'armistizio tra Germania ed Alleati l'11 novembre 1918 il proseguimento delle operazioni in Russia diventava sempre meno sostenibile dal punto di vista politico e agli occhi dell'opinione pubblica.
La spedizione orso polare termina ufficialmente il 5 agosto 1919.